# Alfred Alessandrescu
Alfred Alessandrescu (Bucarest, 14 d'agost de 1893 – Bucarest, 18 de febrer de 1959) va ser un compositor romanès.
Membre d'una família benestant, a causa de la condició de diplomàtic del seu pare, cursà els estudis inicials de composició musical en el Conservatori Nacional de Bucarest, entre els anys 1911 i 1913. Després que la Primera Guerra Mundial, va interrompre els seus estudis, es traslladà a París, i al Conservatori d'aquesta ciutat amplià els estudis sota la direcció del prestigiós Vincent d'Indy, formant-se com a compositor i director d'orquestra.
Tornà a Romania el 1919 i l'any següent fou nomenat director de l'Orquestra Simfònica Nacional i director de l'Òpera de Bucarest, càrrecs que compaginà. La instauració del comunisme després de la Segona Guerra Mundial no li creà problemes professionals, i seguí al front d'aquelles institucions, mentre que el seu col·lega Sergiu Celibidache marxava a l'exili.
Dirigí així mateix els programes musicals de la Ràdio Popular i presidí la Societat de Compositors romanesos fins a la seva mort. Alessandrescu, especialista en música romàntica com a director d'orquestra, fou també un notable compositor amb una producció que s'assimilà a l'estètica neoimpressionista.
De les seves creacions, s'ha de destacar la suite Amurg de Toanma, escrita per a formacions on predomina la corda, i els poemes simfònics Didona i Acteon, així com nombroses cançons a les que incorporà el folklore nacional.